# Mallinella leonardi
Mallinella leonardi là một loài nhện trong họ Zodariidae.
Loài này thuộc chi Mallinella. Mallinella leonardi được Eugène Simon miêu tả năm 1907.